# Tmesibasis imperatrix
Tmesibasis imperatrix är en insektsart som beskrevs av Van der Weele 1909. Tmesibasis imperatrix ingår i släktet Tmesibasis och familjen fjärilsländor. Inga underarter finns listade i Catalogue of Life.